# Petr Louženský
Petr Louženský (* 1977) je český dirigent.

## Život a kariéra
Absolvoval na Pražské konzervatoři ve třídě prof. Jana Riedlbaucha flétnu, u prof. Miroslava Košlera a prof. Miriam Němcové dirigování a na Filozofické fakultě Univerzity Karlovy v Praze hebraistiku a arabistiku. Na pražské HAMU získal doktorandský titul v oboru dirigování. Dlouhou dobu vedl Hostivařský komorní orchestr, se kterým se stal několikrát laureátem rozhlasové soutěže Concerto Bohemia a celostátní soutěže základních uměleckých škol. Byl dirigentem Pražského studentského orchestru, pravidelně spolupracuje s Pardubickou komorní filharmonií, Pražskou komorní filharmonií, Filharmonií Bohuslava Martinů ve Zlíně, Jihočeskou komorní filharmonií, Moravskou filharmonií Olomouc aj. Od roku 2009 působí jako sbormistr Kühnova dětského sboru, který pod jeho vedením získal v září 2010 cenu Grand Prix na jedné z největších sborových soutěží na světě v italském Arezzu. Petr Louženský zde zároveň obdržel i zvláštní cenu pro nejlepšího dirigenta celé soutěže. V roce 2013 pak Kühnův dětský sbor dovedl k vítězství v prestižní soutěži ve španělské Tolose. V roce 2015 absolvoval s Kühnovým dětským sborem úspěšné turné po Austrálii a Novém Zélandu.